# Robert Goldblatt
Pour les articles homonymes, voir Goldblatt.
Ian Robert Goldblatt (né le 21 avril 1949) est un logicien mathématique néo-zélandais.

## Carrière
Robert Goldblatt obtient son doctorat en 1974 à l'Université Victoria de Wellington sous la direction de Max Cresswell, avec une thèse intitulée « Metamathematics of Modal Logic ».
Il travaille à l'École de mathématiques et de statistiques de l'Université Victoria de Wellington en Nouvelle-Zélande, et il est membre du Centre pour la Logique, le Langage et le Calcul. Ses livres les plus célèbres sont Logics of Time and Computation  et Topoi: the Categorial Analysis of Logic. Il a également écrit un manuel de niveau universitaire sur les nombres hyperréels qui est une introduction à l'analyse non standard.
Il est Coordinating Editor de la revue Journal of Symbolic Logic et directeur de la rédaction de Studia Logica.
Il est élu Fellow et Conseiller de la Société royale de Nouvelle-Zélande, Président de la Société mathématique de Nouvelle-Zélande, et représente la Nouvelle-Zélande auprès de l'Union mathématique internationale.
En 2012, il reçoit la médaille Jones pour l'accomplissement d'une vie en mathématiques.

## Livres et chapitres de manuels
- 1979: Topoi: The Categorial Analysis of Logic, North-Holland. Édition révisée en 1984. Dover Publications édition 2006. Édition Internet, Projet Euclide.

Benjamin C. Pierce (en) le recommande comme un "excellent livre pour débutant", faisant l'éloge de l'utilisation d'exemples simples de la théorie des ensembles et motivant les intuitions, mais il a noté qu'il "est parfois critiqué par les théoriciens des catégories pour être trompeur sur certains aspects du sujet, et pour la présentation de longues et difficiles preuves où de plus simples sont disponibles". La préface de l'édition Dover observe (p. xv) que « C'est un livre sur la logique, plutôt que sur la théorie des catégories en soi. Il vise à expliquer, dans un cours d'introduction, comment certaines idées logiques sont éclairés par une perspective de la théorie des catégories. »
- 1982: Axiomatising The Logic of Computer Programming, lecture Notes in Computer Science 130, Springer-Verlag.
- 1987: Orthogonality and Spacetime Geometry, Universitext Springer-Verlag  (ISBN 0-387-96519-X) lien Math Reviews
- 1987: Logics of Time and Computation. CSLI Notes de cours, 7. Université Stanford, Centre pour l'Étude de la Langue et de l'Information lien Math Reviews. Deuxième édition de 1992.
- 1993: Mathematics of Modality, CSLI Publications,  (ISBN 978-1-881526-24-7) lien Math Reviews
- 1998: Lectures on the Hyperreals: An Introduction to Nonstandard Analysis. Graduate Texts in Mathematics, 188. Springer-Verlag.

Perry Smith dans sa recension pour MathSciNet a écrit: « Les idées de l'auteur sur la façon d'atteindre à la fois l'intelligibilité et  la rigueur, expliquées dans la préface, seront utiles pour toute personne ayant l'intention d'enseigner l'analyse  non standard ».
- 2006: « Mathematical Modal Logic: a View of its Evolution » dans Modalities in the Twentieth Century, Volume 7 du Manuel d'Histoire de la Logique, édité par Dov Gabbay et John Woods (en), Elsevier, p. 1–98.
- 2011: Quantifiers, Propositions and Identity: Admissible Semantics for Quantified Modal and Substructural Logics, Cambridge University Press et l'Association pour la Logique Symbolique.